# Arley Machado
Arley Machado – brazylijski zapaśnik walczący w stylu klasycznym. Zajął siódme miejsce na mistrzostwach panamerykańskich w 2006 i dziesiąte w 2012. Brązowy medalista mistrzostw Ameryki Południowej w 2011 i 2013 roku.